# 九鬼産業
九鬼産業株式会社（くきさんぎょう）は、三重県四日市市（四日市港周辺の港地区）に本社を置き、製油業を中心とする、四日市九鬼家の同族企業。四日市九鬼家は、九鬼水軍で知られ志摩国の戦国大名であった九鬼家一族の子孫で、四日市に移住して江戸時代に商人となった。代々の当主は「九鬼紋十郎」または「九鬼紋七」を名乗り、これらの名前を襲名している。創業者は8代目九鬼紋七（九鬼紋十郎）で、九鬼家が代々経営者を務めている。

## 九鬼産業グループ
- 九鬼産業（会社設立は1951年（昭和26年）1月）。
- 九鬼資材（会社設立は1969年（昭和44年）2月）。
- 九鬼住宅産業（会社設立は1973年（昭和48年）8月）。
- 九鬼肥料工業（会社設立は1961年（昭和36年）8月1日）。
- 九鬼肥料店（会社設立は江戸時代の文化年間）。
  - 本社事務所：三重県四日市市中納屋町。
  - 本社工場（ポートサイドオフィス）：三重県四日市市尾上町に立地。
  - 竹成工場：三重県三重郡菰野町竹成字出口に立地。
- イノベーションセンター（開発部・品質保証部）三重県四日市市尾上町に立地。
  - 東京支店：東京都中央区日本橋大伝馬町6丁目PMO日本橋大伝馬町8Fに立地。
  - 大阪営業所（貿易部）：大阪府大阪市中央区今橋4丁目淀屋橋山本ビル11Fに立地。
  - 中部営業所：三重県四日市市中納屋町に立地。
  - 福岡営業所：福岡県福岡市博多区博多駅東K.S駅東ビル4Fに立地。
  - 仙台営業所：宮城県仙台市青葉区木町通2丁目ノース・コアビルに立地。
- 錦マニュアー工場（リサイクル工場）三重県度会郡大紀町錦に立地。

国内ごま試験栽培
- 大紀町錦栽培所（三重県度会郡大紀町錦に立地）。
- 飛騨小坂栽培所（岐阜県下呂市小坂町に立地）。

海外契約栽培
- グアテマラ（中南米）。

協力会社
- 青島豊和食品有限公司（中華人民共和国）。

## 沿革
1886年（明治19年）に8代目九鬼紋七が、九鬼産業の前身となる製油業を開始した。地元有志らと「四日市工業会社」を創立し、英国より製油機械を購入し、油の製造を始めた。九鬼家では代々九鬼紋七または九鬼紋十郎を襲名し、九鬼産業は本家の紋七家が担当した。8代目九鬼紋七（1866年生まれ）の長男・徳三（1895年生まれ）が9代目九鬼紋七であり、その長男・覇郎(1924年生まれ)が10代目九鬼紋七、さらにその長男・祥夫（1955年生まれ、九鬼産業6代目社長）が11代目九鬼紋七を襲名した。1888年に渋沢栄一らを株主に「四日市製油会社」が設立され、日本初の種油洋式製造を開始したが、1892年に解散し、九鬼紋七にその財産・事業が譲渡される。資本金30万円で敷地面積1500坪、工場従業員約100名の会社となった。
1951年（昭和26年）1月に「株式会社四日市製油所」を設立して、九鬼紋七 (九代目)（別名・九鬼寿園）が就任した。1962年（昭和37年）7月に、その長男の10代目九鬼紋七が、四日市製油所の経営をする社長に就任した。1968年（昭和43年）6月の現在の商号である九鬼産業に変更して、九鬼家グループの経営事業を統合した。戦後復興した九鬼産業はゴマ油生産の専業となった。
九鬼産業の特色は1886年（明治19年）の創業以来の伝統として、「星印のゴマ油」として、業務用ごま油の生産や品質ではトップレベルであり、戦後になって食用ゴマ油・医薬品用ゴマ油として広く海外に販売する国際企業として国外に販路を伸ばして、積極経営により売り上げ高を伸ばしている。一番搾りの黒胡麻油の「九鬼純正黒胡麻油」が目玉商品である。現在の九鬼産業株式会社の代表取締役社長は、九鬼祥夫である。10代目九鬼紋七の息子で、1998年（平成10年）12月に九鬼産業の経営者（社長）に就任した。
- 本社（工場）：三重県四日市市尾上町。
- 営業所：東京都世田谷区・東京都台東区・大阪府大阪市福島区・宮城県仙台市・福岡県福岡市・三重県四日市市阿倉川町。
- 業種：製油・製陶・山林業。
- 販売先：東海油糧・木村油店・金田油化・三和商会・鈴木油店・三桜商事・三幸商店・東洋水産。

## 九鬼資材
- 本社：三重県四日市市相生町。
- 業種：包装資材・食品容器販売。
- 取り扱い品：包装資材50％・食品容器50％。
- 取引銀行：百五銀行四日市支店・三十三銀行新道支店。
- 販売先：スーパーサンシ・四日市農協・その他15単独協会・四日市油脂・東海糖業。
- 仕入先：三井東圧化学・岐阜チック・大日本プラスチック・大洋工業・デンカポリマー。
- 沿革：1953年（昭和28年）に九鬼九八郎が個人創業をして、1969年（昭和44年）に会社を法人化した。
- 従業員: 社員7名。
- 資本金:500万円。
- 会社設立:（1979年（昭和54年））。

## 九鬼住宅産業
- 本社営業所：三重県四日市市尾上町・四日市市久保田町・三重県桑名市中央町。
- 業種：住宅建設・住宅販売。
- 沿革：創業は1971年（昭和46年）に「九鬼産業住宅部」として発足した。「九鬼産業」から分離して、1973年（昭和48年）8月に「九鬼住宅産業株式会社」を設立した。10代目九鬼紋七は九鬼住宅産業の初代社長で九鬼家の経営者である。1962年（昭和37年）社長に就任して九鬼グループの総帥となった。
- 設立 :1973年（ 昭和48年）8月。
- 取引銀行：三十三銀行本店・三十三銀行桑名支店。
- 販売先：一般需要者。
- 従業員数・資本金：社員12名 資本金300万円（1979年（昭和54年））。

## 九鬼肥料工業
- 本社（工場）：三重県四日市市西末広町。
- 業種：各種肥料の製造販売。
- 取り扱い品：化成製造・配合肥料。
- 機械：平流式化成装置一式・ジェット式配合肥料装置一式・リフト・ホイスト・ショベル。
- 取引銀行：商工中金・百五銀行・三十三銀行本店。
- 仕入れ先：住友商事・九鬼肥料店・三井物産。
- 販売先：住友商事・三重県経済連合・九鬼肥料店特約店。
- 沿革：大正時代に、9代目九鬼紋十郎が創業した会社。1961年（昭和36年）に法人化して、株式会社の「九鬼製肥所」を設立した。養子の九鬼喜久男が社長に就任した。1966年（昭和41年）に四日市市長選挙に当選して四日市市長となり、九鬼家の経営者を退き代わりの小林真が社長となり、九鬼喜久男は政治家となった。1974年（昭和49年）に小林真が病死して九鬼喜久男は再度社長となった。1978年（昭和53年）7月に「九鬼肥料工業株式会社」に社名を変更した。長男の九鬼通夫が後継者となった。住友商事向けのスミエリート（有機入化成肥料）が一番人気である。
- 設立：1961年（昭和36年）8月1日。
- 従業員数: 社員26名
- 資本金:500万円
- 会社設立：（1979年（昭和54年））。
- 取引銀行：商工中金。百五銀行四日市市内の各店舗。三十三銀行本店。

## 九鬼肥料店
- 文化2年 - 九鬼一族が、「塩紋屋」という塩問屋・肥糧問屋を開業した。
- 明治初期 - 九鬼産業の肥料部が、魚豆を配合した有機配合肥料の製造を開始した。
- 1897年（明治30年） - 全四日市の肥料問屋で『三重人造肥料株式会社』を設立した、配合肥料を製造して販売する。
- 明治末期 - 北海道・樺太の北日本と日本海側の北陸と朝鮮産の魚肥類が中心となり、植物性肥料としては、満州の大連産の豆粕と江戸で『伊勢水』の愛称だった菜種油の油粕を、三重県周辺に販売した。九鬼紋七がラサ島の燐礦開発に参加する。
- 1913年（大正2年） - ラサ島燐礦株式会社（現在のラサ工業株式会社）の大株主の役員となった九鬼紋七が過燐酸石灰の製造事業に参加した。
- 1914年（大正3年） - 会社組織に改組する。合資会社の九鬼肥料店（資本金は10万円で九鬼紋十郎が社長）の会社を設立した。
- 1926年（大正15年） - 英国プラナモンド社の硫安を三井物産経由にて販売する。
- 昭和初期-東洋人造肥料株式会社の過燐酸石灰と、動物有機入り合成肥料「高千穂」とドイツのハーアーレンス社の合成肥料を輸入して販売した。
- 1938年（昭和13年） - 鈴鹿山麓と西藤原で取れる石灰の製造と販売をする。
- 1945年（昭和20年） - 九鬼肥料店を「九鬼産業部」と改称する。
- 1950年（昭和25年） - 九鬼肥料店に再改称する。
- 1959年（昭和34年）　-　化成肥料の製造設備を導入する。
- 1961年（昭和36年）　-　九鬼肥料店より製造部門を分離して九鬼製肥所）を設立する。
- 昭和末期　-　札幌出張所（現在の札幌支店）を設置。釧路市に北洋興産株式会社（現在のホクヨー株式会社）を設立する。
- バブル期　-　十勝出張所と九州出張所と神戸出張所を設置する。
- 2000年（平成12年）　-　九鬼十三男が代表取締役社長に就任する。
- 本社（工場）：三重県四日市市西末広町。
- 業種：肥料・飼料・生コンクリート・生建材。
- 取り扱い品：肥料44％・飼料40％・生コンクリートと生建材16％。
- 取引銀行：三十三銀行本店・百五銀行・三菱UFJ銀行・商工中金の四日市市内各店舗。
- 昭和54年度の従業員数は、社員15名。
- 仕入れ先：三井物産・三菱商事・中外製薬・協同飼料・四日市小野田セメント・磯山レミコン・関レミコン。
- 販売先：経済連合・大台町農協・多気町農協・山川商店・竹中工務店・大日本土木・戸田建設・清水建設・生川建設。

創業は江戸時代の文化年間（化政文化期）で四日市市内でも創業が古い会社で業歴がある。九鬼産業は九鬼家の家業である。明治時代に満州国産の大豆を、ドイツより硫酸アンモニウムを輸入して全国販売をしてきた。戦後製造部門を分離して、株式会社の九鬼製肥所を設立して化成（有機入り）配合の生産及び飼料の販売も兼業して、1955年（昭和30年）頃から建材事業にも進出をした。

## 九鬼産業の歴史
- 1882年（明治15年）に、土地の有志を集めて四日市工業会社を創立（九鬼産業の前身となる会社）した。
- 1886年（明治19年）に、8代目九鬼紋七を中心のその他数名の資産家の共同出資で「四日市製油株式会社」を創立した。大英帝国から輸入した製油機械を購入した。ごま油の生産を開始した。
- 1920年（大正9年）に、9代目九鬼紋七が「四日市製油場」を九鬼家の個人経営とする。
- 1951年（昭和26年）1月に九鬼家の個人経営の四日市製油場を「株式会社四日市製油場」とする。資本金を1000万円とする。
- 1964年（昭和39年）5月に四日市製油所の東京営業所を開設した。
- 1965年（昭和40年）12月に食品産業の胡麻の製造を開始した。
- 1968年（昭和43年）6月に九鬼家が経営する事業の統合計画と経営合理化の為、「株式会社四日市製油場」の社名を「九鬼産業株式会社」と改称する。
- 資本金を4000万円に増資する。
- 1969年（昭和44年）5月に九鬼産業の神戸駐在所を開設する。
- 1972年（昭和47年）6月に九鬼産業の大阪営業所を開設する。（神戸駐在所を昇格する）
- 1977年（昭和52年）7月に九鬼産業の東京都上野出張所を開設する。
- 1977年（昭和52年）9月に仙台出張所と福岡出張所を開設する。
- 1981年（昭和56年）4月に資本金6000万円に増資する。
- 1981年（昭和56年）9月に九鬼産業の東京営業所と上野出張所を統合して、九鬼産業の東京支店を開設した。
- 1984年（昭和59年）10月に九鬼産業の開発研究センターを開設した。
- 1986年（昭和61年）12月に九鬼産業の四日市本社工場内より事務所部門を独立させた。（四日市市内納屋地区町内に九鬼産業の本社事務所を開設した）
- 1990年（平成2年）2月に九鬼産業の三重郡菰野町竹成工場を開設した。
- 1991年（平成3年）11月に九鬼産業菰野町の竹成工場の第二期工事を竣工した。
- 1992年（平成4年）11月に九鬼産業の菰野町の竹成工場の開発棟を竣工した。
- 1995年（平成7年）5月に九鬼産業の菰野町竹成工場の第三期工事を竣工した。
- 1997年（平成9年）3月に九鬼産業の本社工場に近代的な食品ごま充填工場を竣工した。
- 1998年（平成10年）10月に九鬼産業の本社工場に近代的な食品ごま製造工場を竣工した。
- 1999年（平成11年）10月に九鬼産業グループがISO9001 を取得した。
- 2000年（平成12年）5月に九鬼産業の竹成工場の第四期工事を竣工した。
- 2002年（平成14年）9月に全工場のタンク棟の増築工事を竣工した。
- 2002年（平成14年）10月にISO9001（最新の2000年版）へ更新した。
- 2004年（平成16年）9月にごま油充填工場を増改築した。新しいライン設備を設置した（斗缶の導入）。
- 2006年（平成18年）3月に新しいライン設備を設置した（小瓶設備とペットボトル設備の導入）。
- 2006年（平成18年）4月に農業部門として農業事業の農業生産法人の「有限会社九鬼ファーム」を設立した。
- 2006年（平成18年）9月に九鬼産業が四日市市の特定法人に指定されて特定法人への貸付事業により、農業外企業の九鬼産業として三重県下の企業で初めて農業事業に参入した。
- 2008年（平成20年）2月にISO22000の認証を取得した。
- 2008年（平成20年）7月に自社原料倉庫を閉鎖した。

## 四日市九鬼家
関ヶ原の戦いの際、九鬼一族は九鬼嘉隆が西軍に、息子の九鬼守隆が東軍について家中は二分したが、嘉隆と共に西軍に加担し、敗戦後に逃れた嘉隆の末男・守隆の末弟が、四日市九鬼家の始祖である。この九鬼家は江戸時代初期に武士身分を捨てて商人となり、四日市を基盤に九鬼水軍時代からの海運能力を活かして、赤穂の塩を江戸に販売するなど回船業と商業を営んだ。
幕末から明治の初め、四日市九鬼家は四日市港地区と塩浜地区に菜種畑が広がり、水が綺麗である好条件に目を付け、製油業を始めた。1886年（明治19年）に8代目九鬼紋七が「油を搾る製油業は九鬼家が最高品質の油をより良い技術で」ということから、日本で初めて圧搾法を用いた四日市製油所で胡麻油の製造を開始した。これが九鬼産業に発展し、紋七の長男の九鬼紋十郎と婿養子の九鬼喜久男が後継の九鬼産業グループの経営者となった。

### 四日市九鬼家の人物
- 九鬼紋七（8代目）
- 九鬼紋七（9代目）
- 九鬼紋十郎
- 九鬼喜久男